# Aethra (mythologie)
Aethra (Oudgrieks: Αἴθρα) is de naam van een personage uit de Griekse mythologie. Zij was een dochter van koning Pittheus van Troezen, een zoon van Pelops. Zij was ook de moeder van de Atheense held Theseus.
Aethra was oorspronkelijk door haar vader verloofd met de held Bellerophon, maar nadat deze in ongenade gevallen en verbannen was, kon het huwelijk niet doorgaan. Hoewel zij zich nog aan Bellerophon gebonden voelde, had zij weinig hoop dat hij ooit nog zou terugkeren. Pittheus vreesde dat zij altijd maagd zou blijven, en koppelde haar aan de Attische koning Aigeus, toen deze eens op bezoek was in Troezen. Hij voerde Aigeus dronken en liet hem bij zijn dochter slapen.
Toen Aethra merkte dat zij zwanger was, veronderstelde Aigeus dat hij wel de vader van het kind zou zijn. Maar omdat zijn troon in Athene bedreigd werd, besloot hij Aethra bij haar vader achter te laten en zelf naar Athene terug te keren. Alvorens te vertrekken verstopte hij zijn sandalen en een zwaard onder een zwaar rotsblok, en liet Aethra beloven dat zij hun zoon - blijkbaar was hij er vast van overtuigd dat het geen meisje was - niet zou verstoten, maar hier in veiligheid, ver van Athene, zou grootbrengen. Als het kind sterk genoeg zou zijn om het rotsblok op te tillen, moest hij de achtergelaten voorwerpen naar zijn vader in Athene brengen en daarmee zijn identiteit bewijzen.
Aethra deed wat haar gevraagd werd. Zij bracht een zoon ter wereld die zij Theseus noemde. Om de veiligheid van het kind te garanderen, en Aigeus’ machtige vijanden te misleiden, hield zij samen met haar vader de mythe in leven dat Theseus een kind van de zeegod Poseidon was. Zestien jaar later zou de jonge Theseus inderdaad doen wat zijn vader van hem verwachtte.